# Aimée Castle
Aimée Castle née le 29 novembre 1978 à Montréal (Québec, Canada) est une actrice canadienne.

## Biographie
Aimée Castle a joué dans de nombreux films et séries notamment dans La Cinquième Sœur, Les débuts d'une sorcière.

## Filmographie

### Cinéma
- 1981 : D'origine inconnue (Of Unknown Origin) de George P. Cosmatos : Une enfant à l'anniversaire
- 1989 : Mindfield de Jean-Claude Lord : Une petite fille
- 1992 : Scanners III : Puissance maximum (Scanners III: The Takeover) de Christian Duguay : Helena jeune
- 1993 : De l'amour et des restes humains (Love and Human Remains) de Denys Arcand : Bernie's Drug Dealer
- 1997 : Laserhawk de Jean Pellerin : Tracy Altergot
- 1997 : Liaisons scandaleuses (en) de Sebastian Shah : une prostitué
- 1999 : Les débuts d'une sorcière (Teen Sorcery) de Victoria Muspratt : Franny
- 2012 : L'Âge de glace 4 : La Dérive des continents (Ice Age: Continental Drift) de Steve Martino et Mike Thurmeier : voix additionnelle
- 2020 : Eat Wheaties! de Scott Abramovitch

### Télévision

#### Téléfilms
- 1998 : Mr Headmistress de James Frawley : Wendy
- 1998 : Disparition suspectes (When He Didn't Come Home) de Paul Schneider : Becky
- 1999 : The Secret Path de Bruce Pittman : Lydia
- 2000 : La Cinquième Sœur (Satan's School for Girls) de Christopher Leitch : Courtney

#### Séries télévisées
- 1985 : Boumbo (Hei! Bumbu) : Helena (voix)
- 1990 : L'Or et le Papier : Maureen Thompson
- 1995 : Fais-moi peur ! (Are You Afraid of the Dark?) : Greta
- 1999 : Student Bodies : (1 Épisode, 1999), apparition
- 1999 : Back to Sherwood (en) : Robyn Hood
- 2000-2002 : Le Loup-garou du campus (Big Wolf on Campus) : Lori Baxter
- 2001 : Destin (en) (Dice) : Shelby Scott

## Jeux vidéo
- 2012 : Hitman: Absolution : voix additionnelle
- 2013 : Grand Theft Auto V : Population locale (voix)
- 2015 : Final Fantasy Type-0 HD (en) : Qun'mi (voix)
- 2015 : Lego Jurassic World :